# Eizo Yamada
Eizō Yamada (山田 栄三, Yamada Eizō, 9 septembre 1889 - 7 mai 1950) est un major général de l'Armée impériale japonaise pendant la Seconde Guerre mondiale.

## Biographie
Yamada est né à Tokyo. Il est diplômé de l'Académie de l'armée impériale japonaise en 1911 et sert comme lieutenant dans le 15e bataillon du génie de l'Armée impériale japonaise. Il devient instructeur à l'Institut de technologie de l'armée en 1925 et est promu major en 1928, lieutenant-colonel en 1933 et colonel en 1938. En 1939, il devient commandant du bataillon du génie des Gardes impériaux. Yamada est promu major général en octobre 1941 et nommé chef de la section des munitions de l'armée de l'Est.
Le 23 février 1943, Yamada devient le commandant du 1er Commandement des transports navals. Il joue un rôle majeur dans la bataille de Finschhafen en Nouvelle-Guinée entre le 22 septembre et le 24 octobre 1943. Yamada est chargé de défendre Finschhafen avec 1 200 soldats pour la plupart non combattants (opérateurs de barges et mécaniciens). Réalisant qu'il ne sera pas en mesure de résister à l'attaque alliée, le commandant de la 18e armée japonaise, le lieutenant-général Hatazo Adachi, réussit à envoyer 4 000 renforts de la 20e division avant la bataille. Néanmoins, Yamada est chassé de Finschhafen et n'a pas pu mener sa contre-attaque. Yamada est évacué après la bataille et à partir de juin 1945, est réaffecté à l'état-major de la 18e armée,.